# Interlands Servisch voetbalelftal 2010-2019
Deze pagina toont een chronologisch en gedetailleerd overzicht van de interlands die het Servisch voetbalelftal speelde in de periode 2010 – 2019.

## Interlands

### 2010
|                                                                  |          |                                                           |        |                                                                                           |
| 3 maart Vriendschappelijk № 681 «onderlinge duels» 19:15 (UTC+1) | Algerije | 0 – 3                                                     | Servië | Stadion van 5 juli 1962, Algiers Toeschouwers: 60.000 Scheidsrechter: Badara Diatta (SEN) |
| 3 maart Vriendschappelijk № 681 «onderlinge duels» 19:15 (UTC+1) |          | 16' Marko Pantelić 55' Zdravko Kuzmanović 65' Zoran Tošić |        | Stadion van 5 juli 1962, Algiers Toeschouwers: 60.000 Scheidsrechter: Badara Diatta (SEN) |

|                                                                  |       |                                                     |        |                                                                                |
| 7 april Vriendschappelijk № 682 «onderlinge duels» 19:15 (UTC+9) | Japan | 0 – 3                                               | Servië | Nagaistadion, Osaka Toeschouwers: 46.270 Scheidsrechter: Choi Myung-yong (KOR) |
| 7 april Vriendschappelijk № 682 «onderlinge duels» 19:15 (UTC+9) |       | 15' Dragan Mrdja 23' Dragan Mrdja 60' Nemanja Tomić |        | Nagaistadion, Osaka Toeschouwers: 46.270 Scheidsrechter: Choi Myung-yong (KOR) |

|                                                                 |                  |       |        |                                                                                  |
| 29 mei Vriendschappelijk № 683 «onderlinge duels» 17:15 (UTC+2) | Nieuw-Zeeland    | 1 – 0 | Servië | Hypo-Arena, Klagenfurt Toeschouwers: 14.000 Scheidsrechter: Oliver Drachta (AUT) |
| 29 mei Vriendschappelijk № 683 «onderlinge duels» 17:15 (UTC+2) | Shane Smeltz 22' |       |        | Hypo-Arena, Klagenfurt Toeschouwers: 14.000 Scheidsrechter: Oliver Drachta (AUT) |

|                                                                 |       |       |        |                                                                                   |
| 2 juni Vriendschappelijk № 684 «onderlinge duels» 20:30 (UTC+2) | Polen | 0 – 0 | Servië | Kufstein Arena, Kufstein Toeschouwers: 4.000 Scheidsrechter: Dietmar Drabek (AUT) |
| 2 juni Vriendschappelijk № 684 «onderlinge duels» 20:30 (UTC+2) |       |       |        | Kufstein Arena, Kufstein Toeschouwers: 4.000 Scheidsrechter: Dietmar Drabek (AUT) |

|                                                                 |                                                                                  |       |                                                        |                                                                                       |
| 5 juni Vriendschappelijk № 685 «onderlinge duels» 20:30 (UTC+2) | Servië                                                                           | 4 – 3 | Kameroen                                               | Partizanstadion, Belgrado Toeschouwers: 30.000 Scheidsrechter: Leontios Trattou (AUT) |
| 5 juni Vriendschappelijk № 685 «onderlinge duels» 20:30 (UTC+2) | Miloš Krasić 16' Dejan Stanković 25' Nenad Milijaš 44' (pen.) Marko Pantelić 45' |       | 5' Pierre Webó 20' Pierre Webó 67' Maxim Choupo-Moting | Partizanstadion, Belgrado Toeschouwers: 30.000 Scheidsrechter: Leontios Trattou (AUT) |

| Wereldkampioenschap voetbal 2010 |
| -------------------------------- |

|                                                                |        |       |       |                                                                                      |
| 13 juni WK 2010 Groep D № 686 «onderlinge duels» 16:00 (UTC+2) | Servië | 0 – 1 | Ghana | Loftus Versfeld, Pretoria Toeschouwers: 38.833 Scheidsrechter: Héctor Baldassi (ARG) |
| 13 juni WK 2010 Groep D № 686 «onderlinge duels» 16:00 (UTC+2) |        |       |       | Loftus Versfeld, Pretoria Toeschouwers: 38.833 Scheidsrechter: Héctor Baldassi (ARG) |

|                                                                |           |                     |        | |
| 18 juni WK 2010 Groep D № 687 «onderlinge duels» 13:30 (UTC+2) | Duitsland | 0 – 1               | Servië | Nelson Mandelabaaistadion, Port Elizabeth Toeschouwers: 38.294 Scheidsrechter: Alberto Undiano Mallenco (ESP) |
| 18 juni WK 2010 Groep D № 687 «onderlinge duels» 13:30 (UTC+2) |           | 38' Milan Jovanović |        | Nelson Mandelabaaistadion, Port Elizabeth Toeschouwers: 38.294 Scheidsrechter: Alberto Undiano Mallenco (ESP) |

|                                                                |                                 |       |                    |                                                                                       |
| 23 juni WK 2010 Groep D № 688 «onderlinge duels» 20:30 (UTC+2) | Australië                       | 2 – 1 | Servië             | Mbombelastadion, Nelspruit Toeschouwers: 37.836 Scheidsrechter: Jorge Larrionda (URU) |
| 23 juni WK 2010 Groep D № 688 «onderlinge duels» 20:30 (UTC+2) | Tim Cahill 69' Brett Holman 73' |       | 84' Marko Pantelić | Mbombelastadion, Nelspruit Toeschouwers: 37.836 Scheidsrechter: Jorge Larrionda (URU) |

|  |  |  |  |  |  |  |  |  |

|                                                                      |        |                          |             |                                                                                        |
| 11 augustus Vriendschappelijk № 689 «onderlinge duels» 20:30 (UTC+2) | Servië | 0 – 1                    | Griekenland | Partizanstadion, Belgrado Toeschouwers: 10.000 Scheidsrechter: Fernando Teixeira (ESP) |
| 11 augustus Vriendschappelijk № 689 «onderlinge duels» 20:30 (UTC+2) |        | 45' Dimitrios Salpigidis |             | Partizanstadion, Belgrado Toeschouwers: 10.000 Scheidsrechter: Fernando Teixeira (ESP) |

|                                                                                 |         |                                                        |        |                                                                                 |
| 3 september EK 2012 kwalificatie Groep C № 690 «onderlinge duels» 18:00 (UTC+1) | Faeröer | 0 – 3                                                  | Servië | Tórsvøllur, Tórshavn Toeschouwers: 2.896 Scheidsrechter: Albert Toussaint (LUX) |
| 3 september EK 2012 kwalificatie Groep C № 690 «onderlinge duels» 18:00 (UTC+1) |         | 14' Danko Lazović 18' Dejan Stanković 90' Nikola Žigić |        | Tórsvøllur, Tórshavn Toeschouwers: 2.896 Scheidsrechter: Albert Toussaint (LUX) |

|                                                                                 |                  |       |                        |                                                                                            |
| 7 september EK 2012 kwalificatie Groep C № 691 «onderlinge duels» 20:30 (UTC+2) | Servië           | 1 – 1 | Slovenië               | Rode Sterstadion, Belgrado Toeschouwers: 20.000 Scheidsrechter: Olegário Benquerença (POR) |
| 7 september EK 2012 kwalificatie Groep C № 691 «onderlinge duels» 20:30 (UTC+2) | Nikola Žigić 86' |       | 63' Milivoje Novakovič | Rode Sterstadion, Belgrado Toeschouwers: 20.000 Scheidsrechter: Olegário Benquerença (POR) |

|                                                                               |                  |       |                                                                       |                                                                                        |
| 8 oktober EK 2012 kwalificatie Groep C № 692 «onderlinge duels» 20:30 (UTC+2) | Servië           | 1 – 3 | Estland                                                               | Partizanstadion, Belgrado Toeschouwers: 14.000 Scheidsrechter: Maksim Lajoesjkin (RUS) |
| 8 oktober EK 2012 kwalificatie Groep C № 692 «onderlinge duels» 20:30 (UTC+2) | Nikola Žigić 60' |       | 63' Tarmo Kink 73' Konstantin Vassiljev 90' (e.d.) Aleksandar Luković | Partizanstadion, Belgrado Toeschouwers: 14.000 Scheidsrechter: Maksim Lajoesjkin (RUS) |

|                                                                                |        |       |        |                                                                                       |
| 12 oktober EK 2012 kwalificatie Groep C № 693 «onderlinge duels» 20:50 (UTC+2) | Italië | 3 – 0 | Servië | Stadio Luigi Ferraris, Genua Toeschouwers: 30.000 Scheidsrechter: Craig Thomson (SCO) |
| 12 oktober EK 2012 kwalificatie Groep C № 693 «onderlinge duels» 20:50 (UTC+2) |        |       |        | Stadio Luigi Ferraris, Genua Toeschouwers: 30.000 Scheidsrechter: Craig Thomson (SCO) |

|                                                                      |           |                  |        |                                                                                              |
| 17 november Vriendschappelijk № 694 «onderlinge duels» 19:00 (UTC+2) | Bulgarije | 0 – 1            | Servië | Vasil Levski Nationaal Stadion, Sofia Toeschouwers: 1.500 Scheidsrechter: Marius Avram (ROU) |
| 17 november Vriendschappelijk № 694 «onderlinge duels» 19:00 (UTC+2) |           | 80' Nikola Žigić |        | Vasil Levski Nationaal Stadion, Sofia Toeschouwers: 1.500 Scheidsrechter: Marius Avram (ROU) |

### 2011
|                                                                     |        |                                      |        |                                                                                         |
| 9 februari Vriendschappelijk № 695 «onderlinge duels» 20:00 (UTC+2) | Israël | 0 – 2                                | Servië | Bloomfieldstadion, Tel Aviv Toeschouwers: 8.000 Scheidsrechter: Aleksej Nikolajev (RUS) |
| 9 februari Vriendschappelijk № 695 «onderlinge duels» 20:00 (UTC+2) |        | 23' Zoran Tošić 77' Vesko Trivunović |        | Bloomfieldstadion, Tel Aviv Toeschouwers: 8.000 Scheidsrechter: Aleksej Nikolajev (RUS) |

|                                                                              |                                    |       |                    |                                                                                 |
| 25 maart EK 2012 kwalificatie Groep C № 696 «onderlinge duels» 20:30 (UTC+1) | Servië                             | 2 – 1 | Noord-Ierland      | Rode Sterstadion, Belgrado Toeschouwers: 0 Scheidsrechter: Serge Gumienny (BEL) |
| 25 maart EK 2012 kwalificatie Groep C № 696 «onderlinge duels» 20:30 (UTC+1) | Marko Pantelić 65' Zoran Tošić 74' |       | 40' Gareth McAuley | Rode Sterstadion, Belgrado Toeschouwers: 0 Scheidsrechter: Serge Gumienny (BEL) |

|                                                                              |                          |       |                    |                                                                                |
| 29 maart EK 2012 kwalificatie Groep C № 697 «onderlinge duels» 21:30 (UTC+3) | Estland                  | 1 – 1 | Servië             | A. Le Coq Arena, Tallinn Toeschouwers: 5.185 Scheidsrechter: Bas Nijhuis (NED) |
| 29 maart EK 2012 kwalificatie Groep C № 697 «onderlinge duels» 21:30 (UTC+3) | Konstantin Vassiljev 84' |       | 38' Marko Pantelić | A. Le Coq Arena, Tallinn Toeschouwers: 5.185 Scheidsrechter: Bas Nijhuis (NED) |

|                                                                 |                                       |       |                      |                                                                                         |
| 3 juni Vriendschappelijk № 698 «onderlinge duels» 20:00 (UTC+9) | Zuid-Korea                            | 2 – 1 | Servië               | Seoul World Cupstadion, Seoel Toeschouwers: 40.000 Scheidsrechter: Ali Al-Badwawi (UAE) |
| 3 juni Vriendschappelijk № 698 «onderlinge duels» 20:00 (UTC+9) | Park Chu-young 10' Kim Young-Kwon 54' |       | 87' Radosav Petrović | Seoul World Cupstadion, Seoel Toeschouwers: 40.000 Scheidsrechter: Ali Al-Badwawi (UAE) |

|                                                                  |           |       |        |                                                                                  |
| 7 juni Vriendschappelijk № 699 «onderlinge duels» 21:30 (UTC+10) | Australië | 0 – 0 | Servië | Etihad Stadium, Melbourne Toeschouwers: 28.149 Scheidsrechter: Minoru Tōjō (JPN) |
| 7 juni Vriendschappelijk № 699 «onderlinge duels» 21:30 (UTC+10) |           |       |        | Etihad Stadium, Melbourne Toeschouwers: 28.149 Scheidsrechter: Minoru Tōjō (JPN) |

|                                                                      |                      |       |        |                                                                                    |
| 10 augustus Vriendschappelijk № 700 «onderlinge duels» 19:00 (UTC+4) | Rusland              | 1 – 0 | Servië | Lokomotivstadion, Moskou Toeschouwers: 27.000 Scheidsrechter: Ovidiu Haţegan (ROM) |
| 10 augustus Vriendschappelijk № 700 «onderlinge duels» 19:00 (UTC+4) | Pavel Pogrebnjak 53' |       |        | Lokomotivstadion, Moskou Toeschouwers: 27.000 Scheidsrechter: Ovidiu Haţegan (ROM) |

|                                                                                 |               |                    |        |                                                                                   |
| 2 september EK 2012 kwalificatie Groep C № 701 «onderlinge duels» 19:45 (UTC+1) | Noord-Ierland | 0 – 1              | Servië | Windsor Park, Belfast Toeschouwers: 13.026 Scheidsrechter: Thomas Einwaller (AUT) |
| 2 september EK 2012 kwalificatie Groep C № 701 «onderlinge duels» 19:45 (UTC+1) |               | 67' Marko Pantelić |        | Windsor Park, Belfast Toeschouwers: 13.026 Scheidsrechter: Thomas Einwaller (AUT) |

|                                                                                 |                                                           |       |                       |                                                                                        |
| 6 september EK 2012 kwalificatie Groep C № 702 «onderlinge duels» 20:30 (UTC+2) | Servië                                                    | 3 – 1 | Faeröer               | Partizanstadion, Belgrado Toeschouwers: 9.000 Scheidsrechter: Arman Amirkchanian (ARM) |
| 6 september EK 2012 kwalificatie Groep C № 702 «onderlinge duels» 20:30 (UTC+2) | Milan Jovanović 6' Zoran Tošić 22' Zdravko Kuzmanović 69' |       | 37' Fróði Benjaminsen | Partizanstadion, Belgrado Toeschouwers: 9.000 Scheidsrechter: Arman Amirkchanian (ARM) |

|                                                                               |                        |       |                      |                                                                                     |
| 7 oktober EK 2012 kwalificatie Groep C № 703 «onderlinge duels» 20:45 (UTC+2) | Servië                 | 1 – 1 | Italië               | Rode Sterstadion, Belgrado Toeschouwers: 30.000 Scheidsrechter: Pedro Proença (POR) |
| 7 oktober EK 2012 kwalificatie Groep C № 703 «onderlinge duels» 20:45 (UTC+2) | Branislav Ivanović 26' |       | 2' Claudio Marchisio | Rode Sterstadion, Belgrado Toeschouwers: 30.000 Scheidsrechter: Pedro Proença (POR) |

|                                                                                |                |       |        |                                                                                           |
| 11 oktober EK 2012 kwalificatie Groep C № 704 «onderlinge duels» 20:45 (UTC+2) | Slovenië       | 1 – 0 | Servië | Ljudski vrt-stadion, Maribor Toeschouwers: 9.848 Scheidsrechter: Frank De Bleeckere (BEL) |
| 11 oktober EK 2012 kwalificatie Groep C № 704 «onderlinge duels» 20:45 (UTC+2) | Dare Vršič 45' |       |        | Ljudski vrt-stadion, Maribor Toeschouwers: 9.848 Scheidsrechter: Frank De Bleeckere (BEL) |

|                                                                      |                                               |       |        |                                                                                           |
| 11 november Vriendschappelijk № 705 «onderlinge duels» 20:00 (UTC−6) | Mexico                                        | 2 – 0 | Servië | Estadio La Corregidora, Querétaro Toeschouwers: 34.000 Scheidsrechter: Walter López (GUA) |
| 11 november Vriendschappelijk № 705 «onderlinge duels» 20:00 (UTC−6) | Carlos Salcido 3' Javier Hernández 89' (pen.) |       |        | Estadio La Corregidora, Querétaro Toeschouwers: 34.000 Scheidsrechter: Walter López (GUA) |

|                                                                      |                                      |       |        | |
| 14 november Vriendschappelijk № 706 «onderlinge duels» 19:30 (UTC−6) | Honduras                             | 2 – 0 | Servië | Estadio Olímpico Metropolitano, San Pedro Sula Toeschouwers: 20.000 Scheidsrechter: Elmar Rodas (GUA) |
| 14 november Vriendschappelijk № 706 «onderlinge duels» 19:30 (UTC−6) | Jerry Bengtson 6' Jerry Bengtson 30' |       |        | Estadio Olímpico Metropolitano, San Pedro Sula Toeschouwers: 20.000 Scheidsrechter: Elmar Rodas (GUA) |

### 2012
|                                                                      |         |                                               |        |                                                                                  |
| 28 februari Vriendschappelijk № 707 «onderlinge duels» 16:00 (UTC+2) | Armenië | 0 – 2                                         | Servië | Tsirionstadion, Limasol Toeschouwers: 100 Scheidsrechter: Leontios Trattou (CYP) |
| 28 februari Vriendschappelijk № 707 «onderlinge duels» 16:00 (UTC+2) |         | 15' Zdravko Kuzmanović 29' Branislav Ivanović |        | Tsirionstadion, Limasol Toeschouwers: 100 Scheidsrechter: Leontios Trattou (CYP) |

|                                                                      |        |       |        |                                                                         |
| 29 februari Vriendschappelijk № 708 «onderlinge duels» 16:00 (UTC+2) | Cyprus | 0 – 0 | Servië | GSZ-stadion, Larnaca Toeschouwers: 250 Scheidsrechter: Kevin Blom (NED) |
| 29 februari Vriendschappelijk № 708 «onderlinge duels» 16:00 (UTC+2) |        |       |        | GSZ-stadion, Larnaca Toeschouwers: 250 Scheidsrechter: Kevin Blom (NED) |

|                                                                 |        |                                           |        |                                                                                     |
| 26 mei Vriendschappelijk № 709 «onderlinge duels» 18:00 (UTC+2) | Servië | 0 – 2                                     | Spanje | AFG-Arena, Sankt Gallen Toeschouwers: 15.625 Scheidsrechter: Cyril Zimmermann (SUI) |
| 26 mei Vriendschappelijk № 709 «onderlinge duels» 18:00 (UTC+2) |        | 64' Adrián López 74' (pen.) Santi Cazorla |        | AFG-Arena, Sankt Gallen Toeschouwers: 15.625 Scheidsrechter: Cyril Zimmermann (SUI) |

|                                                                 |                                       |       |        |                                                                                      |
| 31 mei Vriendschappelijk № 710 «onderlinge duels» 21:00 (UTC+2) | Frankrijk                             | 2 – 0 | Servië | Stade Auguste-Delaune, Reims Toeschouwers: 12.000 Scheidsrechter: Knut Kircher (GER) |
| 31 mei Vriendschappelijk № 710 «onderlinge duels» 21:00 (UTC+2) | Franck Ribéry 11' Florent Malouda 15' |       |        | Stade Auguste-Delaune, Reims Toeschouwers: 12.000 Scheidsrechter: Knut Kircher (GER) |

|                                                                 |                                                |       |                   |                                                                              |
| 5 juni Vriendschappelijk № 711 «onderlinge duels» 19:00 (UTC+2) | Zweden                                         | 2 – 1 | Servië            | Råsundastadion, Solna Toeschouwers: 20.691 Scheidsrechter: Felix Brych (GER) |
| 5 juni Vriendschappelijk № 711 «onderlinge duels» 19:00 (UTC+2) | Ola Toivonen 23' Zlatan Ibrahimović 52' (pen.) |       | 27' Neven Subotić | Råsundastadion, Solna Toeschouwers: 20.691 Scheidsrechter: Felix Brych (GER) |

|                                                                      |        |       |         |                                                                                      |
| 15 augustus Vriendschappelijk № 712 «onderlinge duels» 20:45 (UTC+2) | Servië | 0 – 0 | Ierland | Rode Sterstadion, Belgrado Toeschouwers: 7.800 Scheidsrechter: Alexandru Tudor (ROM) |
| 15 augustus Vriendschappelijk № 712 «onderlinge duels» 20:45 (UTC+2) |        |       |         | Rode Sterstadion, Belgrado Toeschouwers: 7.800 Scheidsrechter: Alexandru Tudor (ROM) |

|                                                                            |           |       |        |                                                                                 |
| 8 september WK-kwalificatie Groep A № 713 «onderlinge duels» 15:00 (UTC+1) | Schotland | 0 – 0 | Servië | Hampden Park, Glasgow Toeschouwers: 47.369 Scheidsrechter: Jonas Eriksson (SWE) |
| 8 september WK-kwalificatie Groep A № 713 «onderlinge duels» 15:00 (UTC+1) |           |       |        | Hampden Park, Glasgow Toeschouwers: 47.369 Scheidsrechter: Jonas Eriksson (SWE) |

|                                                                             | |       |                 |                                                                                      |
| 11 september WK-kwalificatie Groep A № 714 «onderlinge duels» 20:30 (UTC+2) | Servië | 6 – 1 | Wales           | Karadjordjestadion, Novi Sad Toeschouwers: 11.300 Scheidsrechter: Duarte Gomes (POR) |
| 11 september WK-kwalificatie Groep A № 714 «onderlinge duels» 20:30 (UTC+2) | Aleksandar Kolarov 16' Zoran Tošić 24' Filip Đuričić 39' Dušan Tadić 55' Branislav Ivanović 79' Miralem Sulejmani 90' |       | 30' Gareth Bale | Karadjordjestadion, Novi Sad Toeschouwers: 11.300 Scheidsrechter: Duarte Gomes (POR) |

|                                                                           |        |                                                              |        |                                                                                      |
| 12 oktober WK-kwalificatie Groep A № 715 «onderlinge duels» 20:30 (UTC+2) | Servië | 0 – 3                                                        | België | Rode Sterstadion, Belgrado Toeschouwers: 22.000 Scheidsrechter: Pavel Královec (CZE) |
| 12 oktober WK-kwalificatie Groep A № 715 «onderlinge duels» 20:30 (UTC+2) |        | 34' Christian Benteke 68' Kevin De Bruyne 90' Kevin Mirallas |        | Rode Sterstadion, Belgrado Toeschouwers: 22.000 Scheidsrechter: Pavel Královec (CZE) |

|                                                                           |                         |       |        |                                                                                |
| 16 oktober WK-kwalificatie Groep A № 716 «onderlinge duels» 20:30 (UTC+2) | Macedonië               | 1 – 0 | Servië | Philip II Arena, Skopje Toeschouwers: 31.000 Scheidsrechter: Bas Nijhuis (NED) |
| 16 oktober WK-kwalificatie Groep A № 716 «onderlinge duels» 20:30 (UTC+2) | Agim Ibraimi 59' (pen.) |       |        | Philip II Arena, Skopje Toeschouwers: 31.000 Scheidsrechter: Bas Nijhuis (NED) |

|                                                                      |                      |       |                                                         |                                                                                |
| 14 november Vriendschappelijk № 717 «onderlinge duels» 20:00 (UTC+1) | Chili                | 1 – 3 | Servië                                                  | AFG-Arena, Sankt Gallen Toeschouwers: 1.800 Scheidsrechter: Sascha Kever (SUI) |
| 14 november Vriendschappelijk № 717 «onderlinge duels» 20:00 (UTC+1) | Ángelo Henríquez 87' |       | 23' Lazar Marković 48' Filip Đorđević 59' Filip Đuričić | AFG-Arena, Sankt Gallen Toeschouwers: 1.800 Scheidsrechter: Sascha Kever (SUI) |

### 2013
|                                                                     |                           |       |                                                 |                                                                                |
| 6 februari Vriendschappelijk № 718 «onderlinge duels» 18:00 (UTC+2) | Cyprus                    | 1 – 3 | Servië                                          | GSP-stadion, Nicosia Toeschouwers: 200 Scheidsrechter: Athanasios Giahos (GRE) |
| 6 februari Vriendschappelijk № 718 «onderlinge duels» 18:00 (UTC+2) | Konstantinos Makridis 19' |       | 33' Dušan Tadić 47' Dušan Tadić 70' Dušan Basta | GSP-stadion, Nicosia Toeschouwers: 200 Scheidsrechter: Athanasios Giahos (GRE) |

|                                                                         |                                    |       |        |                                                                                 |
| 22 maart WK-kwalificatie Groep A № 719 «onderlinge duels» 18:00 (UTC+1) | Kroatië                            | 2 – 0 | Servië | Maksimirstadion, Zagreb Toeschouwers: 35.000 Scheidsrechter: Cüneyt Çakır (TUR) |
| 22 maart WK-kwalificatie Groep A № 719 «onderlinge duels» 18:00 (UTC+1) | Mario Mandžukić 23' Ivica Olić 37' |       |        | Maksimirstadion, Zagreb Toeschouwers: 35.000 Scheidsrechter: Cüneyt Çakır (TUR) |

|                                                                         |                                     |       |           |                                                                                   |
| 26 maart WK-kwalificatie Groep A № 720 «onderlinge duels» 20:30 (UTC+1) | Servië                              | 2 – 0 | Schotland | Karadjordjestadion, Novi Sad Toeschouwers: 7.000 Scheidsrechter: István Vad (HUN) |
| 26 maart WK-kwalificatie Groep A № 720 «onderlinge duels» 20:30 (UTC+1) | Filip Đuričić 60' Filip Đuričić 65' |       |           | Karadjordjestadion, Novi Sad Toeschouwers: 7.000 Scheidsrechter: István Vad (HUN) |

|                                                                       |                                           |       |                        |                                                                                             |
| 7 juni WK-kwalificatie Groep A № 721 «onderlinge duels» 20:45 (UTC+2) | België                                    | 2 – 1 | Servië                 | Koning Boudewijnstadion, Brussel Toeschouwers: 45.844 Scheidsrechter: Stéphane Lannoy (FRA) |
| 7 juni WK-kwalificatie Groep A № 721 «onderlinge duels» 20:45 (UTC+2) | Kevin De Bruyne 13' Marouane Fellaini 61' |       | 87' Aleksandar Kolarov | Koning Boudewijnstadion, Brussel Toeschouwers: 45.844 Scheidsrechter: Stéphane Lannoy (FRA) |

|                                                                      |                  |       |        |                                                                                 |
| 14 augustus Vriendschappelijk № 722 «onderlinge duels» 20:00 (UTC+2) | Colombia         | 1 – 0 | Servië | Mini Estadi, Barcelona Toeschouwers: 6.000 Scheidsrechter: Xavier Estrada (ESP) |
| 14 augustus Vriendschappelijk № 722 «onderlinge duels» 20:00 (UTC+2) | Fredy Guarín 89' |       |        | Mini Estadi, Barcelona Toeschouwers: 6.000 Scheidsrechter: Xavier Estrada (ESP) |

|                                                                            |                         |       |                     |                                                                                   |
| 6 september WK-kwalificatie Groep A № 723 «onderlinge duels» 20:45 (UTC+2) | Servië                  | 1 – 1 | Kroatië             | Rode Sterstadion, Belgrado Toeschouwers: 35.000 Scheidsrechter: Felix Brych (GER) |
| 6 september WK-kwalificatie Groep A № 723 «onderlinge duels» 20:45 (UTC+2) | Aleksandar Mitrović 66' |       | 53' Mario Mandžukić | Rode Sterstadion, Belgrado Toeschouwers: 35.000 Scheidsrechter: Felix Brych (GER) |

|                                                                             |       |                                                             |        |                                                                                          |
| 10 september WK-kwalificatie Groep A № 724 «onderlinge duels» 19:45 (UTC+1) | Wales | 0 – 3                                                       | Servië | Cardiff City Stadium, Cardiff Toeschouwers: 7.500 Scheidsrechter: Szymon Marciniak (POL) |
| 10 september WK-kwalificatie Groep A № 724 «onderlinge duels» 19:45 (UTC+1) |       | 8' Filip Đorđević 38' Aleksandar Kolarov 55' Lazar Marković |        | Cardiff City Stadium, Cardiff Toeschouwers: 7.500 Scheidsrechter: Szymon Marciniak (POL) |

|                                                                     |                                   |       |       |                                                                                       |
| 11 oktober Vriendschappelijk № 725 «onderlinge duels» 17:30 (UTC+2) | Servië                            | 2 – 0 | Japan | Karadjordjestadion, Novi Sad Toeschouwers: 10.000 Scheidsrechter: Fırat Aydınus (TUR) |
| 11 oktober Vriendschappelijk № 725 «onderlinge duels» 17:30 (UTC+2) | Dušan Tadić 59' Miloš Jojić 90+1' |       |       | Karadjordjestadion, Novi Sad Toeschouwers: 10.000 Scheidsrechter: Fırat Aydınus (TUR) |

|                                                                           | |       |                  |                                                                                    |
| 15 oktober WK-kwalificatie Groep A № 726 «onderlinge duels» 20:30 (UTC+2) | Servië                                                                                                 | 5 – 1 | Macedonië        | Stadion Jagodina, Jagodina Toeschouwers: 8.294 Scheidsrechter: Richard Trutz (SVK) |
| 15 oktober WK-kwalificatie Groep A № 726 «onderlinge duels» 20:30 (UTC+2) | Stefan Ristovski 16' (e.d.) Dušan Basta 19' Aleksandar Kolarov 38' Dušan Tadić 54' Stefan Šćepović 73' |       | 83' Adis Jahović | Stadion Jagodina, Jagodina Toeschouwers: 8.294 Scheidsrechter: Richard Trutz (SVK) |

|                                                                      |                       |       |                    |                                                                                   |
| 15 november Vriendschappelijk № 727 «onderlinge duels» 20:30 (UTC+4) | Rusland               | 1 – 1 | Servië             | Zabeelstadion, Dubai Toeschouwers: 6.000 Scheidsrechter: Mohamed Al Zarouni (UAE) |
| 15 november Vriendschappelijk № 727 «onderlinge duels» 20:30 (UTC+4) | Aleksandr Samedov 30' |       | 31' Filip Đorđević | Zabeelstadion, Dubai Toeschouwers: 6.000 Scheidsrechter: Mohamed Al Zarouni (UAE) |

### 2014
|                                                                |               |       |                                              |                                                                               |
| 5 maart Vriendschappelijk № 728 «onderlinge duels» 19:45 (UTC) | Ierland       | 1 – 2 | Servië                                       | Avivastadion, Dublin Toeschouwers: 37.243 Scheidsrechter: Viktor Kassai (HUN) |
| 5 maart Vriendschappelijk № 728 «onderlinge duels» 19:45 (UTC) | Shane Long 8' |       | 48' (e.d.) James McCarthy 60' Filip Đorđević | Avivastadion, Dublin Toeschouwers: 37.243 Scheidsrechter: Viktor Kassai (HUN) |

|                                                                 |                    |       |                                        |                                                                                 |
| 26 mei Vriendschappelijk № 729 «onderlinge duels» 16:00 (UTC−4) | Jamaica            | 1 – 2 | Servië                                 | Red Bull Arena, Harrison Toeschouwers: 2.000 Scheidsrechter: David Gantar (CAN) |
| 26 mei Vriendschappelijk № 729 «onderlinge duels» 16:00 (UTC−4) | Michael Seaton 53' |       | 13' Dušan Tadić 22' Aleksandar Kolarov | Red Bull Arena, Harrison Toeschouwers: 2.000 Scheidsrechter: David Gantar (CAN) |

|                                                                 |                   |       |                        |                                                                                |
| 31 mei Vriendschappelijk № 730 «onderlinge duels» 19:00 (UTC−5) | Panama            | 1 – 1 | Servië                 | Toyota Park, Bridgeview Toeschouwers: 3.000 Scheidsrechter: Marlon Mejia (ESA) |
| 31 mei Vriendschappelijk № 730 «onderlinge duels» 19:00 (UTC−5) | Gabriel Gómez 59' |       | 24' Branislav Ivanović | Toyota Park, Bridgeview Toeschouwers: 3.000 Scheidsrechter: Marlon Mejia (ESA) |

|                                                                 |          |       |        |                                                                                          |
| 6 juni Vriendschappelijk № 731 «onderlinge duels» 16:00 (UTC−3) | Brazilië | 1 – 0 | Servië | Estádio do Morumbi, São Paulo Toeschouwers: 67.042 Scheidsrechter: Enrique Cáceres (PAR) |
| 6 juni Vriendschappelijk № 731 «onderlinge duels» 16:00 (UTC−3) | Fred 58' |       |        | Estádio do Morumbi, São Paulo Toeschouwers: 67.042 Scheidsrechter: Enrique Cáceres (PAR) |

|                                                                      |                        |       |                |                                                                                     |
| 7 september Vriendschappelijk № 732 «onderlinge duels» 20:00 (UTC+2) | Servië                 | 1 – 1 | Frankrijk      | Partizanstadion, Belgrado Toeschouwers: 12.500 Scheidsrechter: Wolfgang Stark (GER) |
| 7 september Vriendschappelijk № 732 «onderlinge duels» 20:00 (UTC+2) | Aleksandar Kolarov 80' |       | 14' Paul Pogba | Partizanstadion, Belgrado Toeschouwers: 12.500 Scheidsrechter: Wolfgang Stark (GER) |

|                                                                           |                        |       |                 | |
| 11 oktober EK-kwalificatie Groep I № 733 «onderlinge duels» 20:45 (UTC+4) | Armenië                | 1 – 1 | Servië          | Republikeins Stadion Vazgen Sargsian, Jerevan Toeschouwers: 7.500 Scheidsrechter: Tom Harald Hagen (NOR) |
| 11 oktober EK-kwalificatie Groep I № 733 «onderlinge duels» 20:45 (UTC+4) | Robert Arzoemanjan 73' |       | 90' Zoran Tošić | Republikeins Stadion Vazgen Sargsian, Jerevan Toeschouwers: 7.500 Scheidsrechter: Tom Harald Hagen (NOR) |

|                                                                           |        |         |         |                                                                                      |
| 14 oktober EK-kwalificatie Groep I № 734 «onderlinge duels» 20:45 (UTC+2) | Servië | 0 – 3 r | Albanië | Partizanstadion, Belgrado Toeschouwers: 25.200 Scheidsrechter: Martin Atkinson (ENG) |
| 14 oktober EK-kwalificatie Groep I № 734 «onderlinge duels» 20:45 (UTC+2) |        |         |         | Partizanstadion, Belgrado Toeschouwers: 25.200 Scheidsrechter: Martin Atkinson (ENG) |

|                                                                            |                |       |                                                          |                                                                              |
| 14 november EK-kwalificatie Groep I № 735 «onderlinge duels» 20:45 (UTC+1) | Servië         | 1 – 3 | Denemarken                                               | Partizanstadion, Belgrado Toeschouwers: 0 Scheidsrechter: Cüneyt Çakır (TUR) |
| 14 november EK-kwalificatie Groep I № 735 «onderlinge duels» 20:45 (UTC+1) | Zoran Tošić 4' |       | 60' Nicklas Bendtner 62' Simon Kjær 85' Nicklas Bendtner | Partizanstadion, Belgrado Toeschouwers: 0 Scheidsrechter: Cüneyt Çakır (TUR) |

|                                                                      |             |                                        |        |                                                                                 |
| 18 november Vriendschappelijk № 736 «onderlinge duels» 20:00 (UTC+2) | Griekenland | 0 – 2                                  | Servië | Perivoliastadion, Mournies Toeschouwers: 3.500 Scheidsrechter: Neil Doyle (IRL) |
| 18 november Vriendschappelijk № 736 «onderlinge duels» 20:00 (UTC+2) |             | 60' Raća Petrović 90+2' Nemanja Gudelj |        | Perivoliastadion, Mournies Toeschouwers: 3.500 Scheidsrechter: Neil Doyle (IRL) |

### 2015
|                                                                   |                                         |       |                   |                                                                                     |
| 29 maart Vriendschappelijk № 737 «onderlinge duels» 19:45 (UTC+2) | Portugal                                | 2 – 1 | Servië            | Estádio da Luz, Lissabon Toeschouwers: 58.430 Scheidsrechter: Gianluca Rocchi (ITA) |
| 29 maart Vriendschappelijk № 737 «onderlinge duels» 19:45 (UTC+2) | Ricardo Carvalho 10' Fábio Coentrão 63' |       | 61' Nemanja Matić | Estádio da Luz, Lissabon Toeschouwers: 58.430 Scheidsrechter: Gianluca Rocchi (ITA) |

|                                                                 |                                                                                  |       |                  |                                                                                 |
| 7 juni Vriendschappelijk № 738 «onderlinge duels» 17:00 (UTC+2) | Servië                                                                           | 4 – 1 | Azerbeidzjan     | NV Arena, Sankt Pölten Toeschouwers: 4.000 Scheidsrechter: Harald Lechner (AUT) |
| 7 juni Vriendschappelijk № 738 «onderlinge duels» 17:00 (UTC+2) | Branislav Ivanović 10' Adem Ljajić 55' Branislav Ivanović 63' Lazar Marković 89' |       | 39' Dima Nazarov | NV Arena, Sankt Pölten Toeschouwers: 4.000 Scheidsrechter: Harald Lechner (AUT) |

|                                                                        |                                      |       |        |                                                                             |
| 13 juni EK-kwalificatie Groep I № 739 «onderlinge duels» 20:45 (UTC+2) | Denemarken                           | 2 – 0 | Servië | Parken, Kopenhagen Toeschouwers: 30.887 Scheidsrechter: Björn Kuipers (NED) |
| 13 juni EK-kwalificatie Groep I № 739 «onderlinge duels» 20:45 (UTC+2) | Yussuf Poulsen 13' Jakob Poulsen 87' |       |        | Parken, Kopenhagen Toeschouwers: 30.887 Scheidsrechter: Björn Kuipers (NED) |

|                                                                           |                                              |       |         |                                                                                     |
| 4 september EK-kwalificatie Groep I № 98 «onderlinge duels» 20:45 (UTC+2) | Servië                                       | 2 – 0 | Armenië | Karadjordjestadion, Novi Sad Toeschouwers: 0 Scheidsrechter: Miroslav Zelinka (CZE) |
| 4 september EK-kwalificatie Groep I № 98 «onderlinge duels» 20:45 (UTC+2) | Levon Hayrapetyan 21' (e.d.) Adem Ljajić 53' |       |         | Karadjordjestadion, Novi Sad Toeschouwers: 0 Scheidsrechter: Miroslav Zelinka (CZE) |

|                                                                      |                                      |       |                         |                                                                                               |
| 7 september Vriendschappelijk № 740 «onderlinge duels» 20:45 (UTC+2) | Frankrijk                            | 2 – 1 | Servië                  | Nouveau Stade Bordeaux, Bordeaux Toeschouwers: 43.500 Scheidsrechter: Artur Soares Dias (POR) |
| 7 september Vriendschappelijk № 740 «onderlinge duels» 20:45 (UTC+2) | Blaise Matuidi 9' Blaise Matuidi 25' |       | 40' Aleksandar Mitrović | Nouveau Stade Bordeaux, Bordeaux Toeschouwers: 43.500 Scheidsrechter: Artur Soares Dias (POR) |

|                                                                          |         |                                            |        |                                                                                  |
| 8 oktober EK-kwalificatie Groep I № 742 «onderlinge duels» 20:45 (UTC+2) | Albanië | 0 – 2                                      | Servië | Elbasan Arena, Elbasan Toeschouwers: 12.500 Scheidsrechter: Nicola Rizzoli (ITA) |
| 8 oktober EK-kwalificatie Groep I № 742 «onderlinge duels» 20:45 (UTC+2) |         | 90+1' Aleksandar Kolarov 90+4' Adem Ljajić |        | Elbasan Arena, Elbasan Toeschouwers: 12.500 Scheidsrechter: Nicola Rizzoli (ITA) |

|                                                                           |                 |       |                           |                                                                                     |
| 11 oktober EK-kwalificatie Groep I № 743 «onderlinge duels» 18:00 (UTC+2) | Servië          | 1 – 2 | Portugal                  | Partizanstadion, Belgrado Toeschouwers: 4.290 Scheidsrechter: David Fernández (ESP) |
| 11 oktober EK-kwalificatie Groep I № 743 «onderlinge duels» 18:00 (UTC+2) | Zoran Tošić 65' |       | 5' Nani 78' João Moutinho | Partizanstadion, Belgrado Toeschouwers: 4.290 Scheidsrechter: David Fernández (ESP) |

|                                                                      |                                                                           |       |                    |                                                                                   |
| 13 november Vriendschappelijk № 744 «onderlinge duels» 20:45 (UTC+1) | Tsjechië                                                                  | 4 – 1 | Servië             | Městský stadion, Ostrava Toeschouwers: 14.975 Scheidsrechter: Vladimir Vnuk (SVK) |
| 13 november Vriendschappelijk № 744 «onderlinge duels» 20:45 (UTC+1) | Tomáš Sivok 17' Tomáš Necid 63' Ladislav Krejčí 82' Ondřej Zahustel 90+3' |       | 78' Petar Škuletić | Městský stadion, Ostrava Toeschouwers: 14.975 Scheidsrechter: Vladimir Vnuk (SVK) |

### 2016
|                                                                   |                          |       |        |                                                                                     |
| 23 maart Vriendschappelijk № 745 «onderlinge duels» 20:45 (UTC+1) | Polen                    | 1 – 0 | Servië | Stadion Miejski, Poznań Toeschouwers: 38.271 Scheidsrechter: Alexander Harkam (AUT) |
| 23 maart Vriendschappelijk № 745 «onderlinge duels» 20:45 (UTC+1) | Jakub Błaszczykowski 28' |       |        | Stadion Miejski, Poznań Toeschouwers: 38.271 Scheidsrechter: Alexander Harkam (AUT) |

|                                                                   |         |                        |        |                                                                                  |
| 29 maart Vriendschappelijk № 746 «onderlinge duels» 19:00 (UTC+3) | Estland | 0 – 1                  | Servië | A. Le Coq Arena, Tallinn Toeschouwers: 2.858 Scheidsrechter: Arnold Hunter (NIR) |
| 29 maart Vriendschappelijk № 746 «onderlinge duels» 19:00 (UTC+3) |         | 81' Aleksandar Kolarov |        | A. Le Coq Arena, Tallinn Toeschouwers: 2.858 Scheidsrechter: Arnold Hunter (NIR) |

|                                                                 |                                        |       |                              |                                                                                          |
| 25 mei Vriendschappelijk № 747 «onderlinge duels» 17:00 (UTC+2) | Servië                                 | 2 – 1 | Cyprus                       | Gradski stadion Užice, Užice Toeschouwers: 7.000 Scheidsrechter: Pavle Radovanović (MNE) |
| 25 mei Vriendschappelijk № 747 «onderlinge duels» 17:00 (UTC+2) | Aleksandar Mitrović 2' Dušan Tadić 10' |       | 32' (e.d.) Nikola Maksimović | Gradski stadion Užice, Užice Toeschouwers: 7.000 Scheidsrechter: Pavle Radovanović (MNE) |

|                                                                 |                                                              |       |                        |                                                                                           |
| 31 mei Vriendschappelijk № 748 «onderlinge duels» 20:15 (UTC+2) | Servië                                                       | 3 – 1 | Israël                 | Karadjordjestadion, Novi Sad Toeschouwers: 7.000 Scheidsrechter: Sebastian Colțescu (ROU) |
| 31 mei Vriendschappelijk № 748 «onderlinge duels» 20:15 (UTC+2) | Branislav Ivanović 33' Nemanja Milunović 74' Dušan Tadić 88' |       | 50' (pen.) Eran Zahavi | Karadjordjestadion, Novi Sad Toeschouwers: 7.000 Scheidsrechter: Sebastian Colțescu (ROU) |

|                                                                 |                    |       |                         |                                                                             |
| 5 juni Vriendschappelijk № 749 «onderlinge duels» 18:00 (UTC+2) | Rusland            | 1 – 1 | Servië                  | Stade Louis II, Monaco Toeschouwers: 500 Scheidsrechter: Ruddy Buquet (FRA) |
| 5 juni Vriendschappelijk № 749 «onderlinge duels» 18:00 (UTC+2) | Artjom Dzjoeba 85' |       | 88' Aleksandar Mitrović | Stade Louis II, Monaco Toeschouwers: 500 Scheidsrechter: Ruddy Buquet (FRA) |

|                                                                            |                                         |       |                                   |                                                                                     |
| 5 september WK-kwalificatie Groep D № 750 «onderlinge duels» 20:45 (UTC+2) | Servië                                  | 2 – 2 | Ierland                           | Rode Sterstadion, Belgrado Toeschouwers: 10.000 Scheidsrechter: Viktor Kassai (HUN) |
| 5 september WK-kwalificatie Groep D № 750 «onderlinge duels» 20:45 (UTC+2) | Filip Kostić 62' Dušan Tadić 69' (pen.) |       | 3' Jeff Hendrick 80' Daryl Murphy | Rode Sterstadion, Belgrado Toeschouwers: 10.000 Scheidsrechter: Viktor Kassai (HUN) |

|                                                                       |                                                             |       |        |                                                                                      |
| 29 september Vriendschappelijk № 751 «onderlinge duels» 20:00 (UTC+3) | Qatar                                                       | 3 – 0 | Servië | Jassim Bin Hamadstadion, Doha Toeschouwers: 0 Scheidsrechter: Adrien Jaccottet (SUI) |
| 29 september Vriendschappelijk № 751 «onderlinge duels» 20:00 (UTC+3) | Sebastián Soria 24' Sebastián Soria 30' Sebastián Soria 43' |       |        | Jassim Bin Hamadstadion, Doha Toeschouwers: 0 Scheidsrechter: Adrien Jaccottet (SUI) |

|                                                                          |          |                                                         |        |                                                                                     |
| 6 oktober WK-kwalificatie Groep D № 752 «onderlinge duels» 20:45 (UTC+3) | Moldavië | 0 – 3                                                   | Servië | Zimbrustadion, Chișinău Toeschouwers: 6.192 Scheidsrechter: Aleksej Koelbakov (BLR) |
| 6 oktober WK-kwalificatie Groep D № 752 «onderlinge duels» 20:45 (UTC+3) |          | 19' Filip Kostić 37' Branislav Ivanović 59' Dušan Tadić |        | Zimbrustadion, Chișinău Toeschouwers: 6.192 Scheidsrechter: Aleksej Koelbakov (BLR) |

|                                                                          |                                                                |       |                                    |                                                                                      |
| 9 oktober WK-kwalificatie Groep D № 753 «onderlinge duels» 20:45 (UTC+2) | Servië                                                         | 3 – 2 | Oostenrijk                         | Rode Sterstadion, Belgrado Toeschouwers: 20.000 Scheidsrechter: Jonas Eriksson (SWE) |
| 9 oktober WK-kwalificatie Groep D № 753 «onderlinge duels» 20:45 (UTC+2) | Aleksandar Mitrović 6' Aleksandar Mitrović 23' Dušan Tadić 74' |       | 15' Marcel Sabitzer 62' Marc Janko | Rode Sterstadion, Belgrado Toeschouwers: 20.000 Scheidsrechter: Jonas Eriksson (SWE) |

|                                                                          |                 |       |                         |                                                                                          |
| 12 november WK-kwalificatie Groep D № 754 «onderlinge duels» 20:45 (UTC) | Wales           | 1 – 1 | Servië                  | Cardiff City Stadium, Cardiff Toeschouwers: 33.000 Scheidsrechter: Alberto Undiano (ESP) |
| 12 november WK-kwalificatie Groep D № 754 «onderlinge duels» 20:45 (UTC) | Gareth Bale 30' |       | 85' Aleksandar Mitrović | Cardiff City Stadium, Cardiff Toeschouwers: 33.000 Scheidsrechter: Alberto Undiano (ESP) |

|                                                                      |                                                 |       |        |                                                                                          |
| 15 november Vriendschappelijk № 755 «onderlinge duels» 20:00 (UTC+2) | Oekraïne                                        | 2 – 0 | Servië | Metaliststadion, Charkiv Toeschouwers: 30.000 Scheidsrechter: Markus Strömbergsson (SWE) |
| 15 november Vriendschappelijk № 755 «onderlinge duels» 20:00 (UTC+2) | Jevhen Sjachov 38' Andrij Jarmolenko 87' (pen.) |       |        | Metaliststadion, Charkiv Toeschouwers: 30.000 Scheidsrechter: Markus Strömbergsson (SWE) |

### 2017
|                                                                     |                  |       |        |                                                                                       |
| 29 januari Vriendschappelijk № 756 «onderlinge duels» 21:00 (UTC−8) | Verenigde Staten | 0 – 0 | Servië | Qualcomm Stadium, San Diego Toeschouwers: 20.079 Scheidsrechter: Kevin Morrison (JAM) |
| 29 januari Vriendschappelijk № 756 «onderlinge duels» 21:00 (UTC−8) |                  |       |        | Qualcomm Stadium, San Diego Toeschouwers: 20.079 Scheidsrechter: Kevin Morrison (JAM) |

|                                                                         |                    |       |                                                                    |                                                                                          |
| 24 maart WK-kwalificatie Groep D № 757 «onderlinge duels» 20:45 (UTC+4) | Georgië            | 1 – 3 | Servië                                                             | Boris Paitsjadzestadion, Tbilisi Toeschouwers: 30.000 Scheidsrechter: Felix Zwayer (GER) |
| 24 maart WK-kwalificatie Groep D № 757 «onderlinge duels» 20:45 (UTC+4) | Nika Katsjarava 5' |       | 45' (pen.) Dušan Tadić 64' Aleksandar Mitrović 86' Mijat Gaćinović | Boris Paitsjadzestadion, Tbilisi Toeschouwers: 30.000 Scheidsrechter: Felix Zwayer (GER) |

|                                                                        |                         |       |                         |                                                                                   |
| 11 juni WK-kwalificatie Groep D № 758 «onderlinge duels» 20:45 (UTC+2) | Servië                  | 1 – 1 | Wales                   | Rode Sterstadion, Belgrado Toeschouwers: 46.673 Scheidsrechter: Jorge Sousa (POR) |
| 11 juni WK-kwalificatie Groep D № 758 «onderlinge duels» 20:45 (UTC+2) | Aleksandar Mitrović 73' |       | 35' (pen.) Aaron Ramsey | Rode Sterstadion, Belgrado Toeschouwers: 46.673 Scheidsrechter: Jorge Sousa (POR) |

|                                                                            |                                                                    |       |          |                                                                                   |
| 2 september WK-kwalificatie Groep D № 759 «onderlinge duels» 20:45 (UTC+2) | Servië                                                             | 3 – 0 | Moldavië | Partizanstadion, Belgrado Toeschouwers: 18.000 Scheidsrechter: Tamás Bognár (HUN) |
| 2 september WK-kwalificatie Groep D № 759 «onderlinge duels» 20:45 (UTC+2) | Mijat Gaćinović 20' Aleksandar Kolarov 30' Aleksandar Mitrović 81' |       |          | Partizanstadion, Belgrado Toeschouwers: 18.000 Scheidsrechter: Tamás Bognár (HUN) |

|                                                                            |         |                        |        |                                                                              |
| 5 september WK-kwalificatie Groep D № 760 «onderlinge duels» 19:45 (UTC+1) | Ierland | 0 – 1                  | Servië | Avivastadion, Dublin Toeschouwers: 50.153 Scheidsrechter: Cüneyt Çakır (TUR) |
| 5 september WK-kwalificatie Groep D № 760 «onderlinge duels» 19:45 (UTC+1) |         | 55' Aleksandar Kolarov |        | Avivastadion, Dublin Toeschouwers: 50.153 Scheidsrechter: Cüneyt Çakır (TUR) |

|                                                                          |                                                             |       |                                        |                                                                                      |
| 6 oktober WK-kwalificatie Groep D № 761 «onderlinge duels» 20:45 (UTC+2) | Oostenrijk                                                  | 3 – 2 | Servië                                 | Ernst Happelstadion, Wenen Toeschouwers: 42.400 Scheidsrechter: Pavel Královec (CZE) |
| 6 oktober WK-kwalificatie Groep D № 761 «onderlinge duels» 20:45 (UTC+2) | Guido Burgstaller 25' Marko Arnautović 76' Louis Schaub 89' |       | 11' Luka Milivojević 83' Nemanja Matić | Ernst Happelstadion, Wenen Toeschouwers: 42.400 Scheidsrechter: Pavel Královec (CZE) |

|                                                                          |                         |       |         |                                                                                 |
| 9 oktober WK-kwalificatie Groep D № 762 «onderlinge duels» 20:45 (UTC+2) | Servië                  | 1 – 0 | Georgië | Rode Sterstadion, Belgrado Toeschouwers: 55.200 Scheidsrechter: Paweł Gil (POL) |
| 9 oktober WK-kwalificatie Groep D № 762 «onderlinge duels» 20:45 (UTC+2) | Aleksandar Prijović 74' |       |         | Rode Sterstadion, Belgrado Toeschouwers: 55.200 Scheidsrechter: Paweł Gil (POL) |

|                                                                      |       |                                         |        |                                                                                            |
| 10 november Vriendschappelijk № 763 «onderlinge duels» 20:35 (UTC+8) | China | 0 – 2                                   | Servië | Tianhestadion, Guangzhou Toeschouwers: 15.000 Scheidsrechter: Hettikamkanamge Perera (SLK) |
| 10 november Vriendschappelijk № 763 «onderlinge duels» 20:35 (UTC+8) |       | 20' Adem Ljajić 69' Aleksandar Mitrović |        | Tianhestadion, Guangzhou Toeschouwers: 15.000 Scheidsrechter: Hettikamkanamge Perera (SLK) |

|                                                                      |                         |       |                 |                                                                              |
| 14 november Vriendschappelijk № 764 «onderlinge duels» 20:00 (UTC+9) | Zuid-Korea              | 1 – 1 | Servië          | Ulsan Munsustadion, Ulsan Toeschouwers: 30.560 Scheidsrechter: Ma Ning (CHN) |
| 14 november Vriendschappelijk № 764 «onderlinge duels» 20:00 (UTC+9) | Koo Ja-cheol 62' (pen.) |       | 59' Adem Ljajić | Ulsan Munsustadion, Ulsan Toeschouwers: 30.560 Scheidsrechter: Ma Ning (CHN) |

### 2018
|                                                                   |                                            |       |                 |                                                                                  |
| 23 maart Vriendschappelijk № 765 «onderlinge duels» 20:30 (UTC+1) | Marokko                                    | 2 – 1 | Servië          | Olympisch Stadion, Turijn Toeschouwers: 15.700 Scheidsrechter: Marco Guida (ITA) |
| 23 maart Vriendschappelijk № 765 «onderlinge duels» 20:30 (UTC+1) | Hakim Ziyech 29' (pen.) Khalid Boutaïb 40' |       | 37' Dušan Tadić | Olympisch Stadion, Turijn Toeschouwers: 15.700 Scheidsrechter: Marco Guida (ITA) |

|                                                                   |         |                                                 |        |                                                                                 |
| 27 maart Vriendschappelijk № 766 «onderlinge duels» 20:00 (UTC+1) | Nigeria | 0 – 2                                           | Servië | The Hive Stadium, Londen Toeschouwers: 2.000 Scheidsrechter: Craig Pawson (ENG) |
| 27 maart Vriendschappelijk № 766 «onderlinge duels» 20:00 (UTC+1) |         | 68' Aleksandar Mitrović 81' Aleksandar Mitrović |        | The Hive Stadium, Londen Toeschouwers: 2.000 Scheidsrechter: Craig Pawson (ENG) |

|                                                                 |                       |       |        |                                                                             |
| 4 juni Vriendschappelijk № 767 «onderlinge duels» 20:00 (UTC+2) | Chili                 | 1 – 0 | Servië | Merkur Arena, Graz Toeschouwers: 800 Scheidsrechter: Alexander Harkam (AUT) |
| 4 juni Vriendschappelijk № 767 «onderlinge duels» 20:00 (UTC+2) | Guillermo Maripán 88' |       |        | Merkur Arena, Graz Toeschouwers: 800 Scheidsrechter: Alexander Harkam (AUT) |

|                                                                 |                     |       | |                                                                                |
| 9 juni Vriendschappelijk № 768 «onderlinge duels» 18:00 (UTC+2) | Bolivia             | 1 – 5 | Servië | Merkur Arena, Graz Toeschouwers: 1.000 Scheidsrechter: Christopher Jäger (AUT) |
| 9 juni Vriendschappelijk № 768 «onderlinge duels» 18:00 (UTC+2) | Jhasmani Campos 48' |       | 4' Aleksandar Mitrović 19' Adem Ljajić 23' Aleksandar Mitrović 42' Branislav Ivanović 68' Aleksandar Mitrović | Merkur Arena, Graz Toeschouwers: 1.000 Scheidsrechter: Christopher Jäger (AUT) |

| Wereldkampioenschap voetbal 2018 |
| -------------------------------- |

|                                                                |            |                        |        |                                                                                 |
| 17 juni WK 2018 Groep E № 769 «onderlinge duels» 14:00 (UTC+4) | Costa Rica | 0 – 1                  | Servië | Cosmos Arena, Samara Toeschouwers: 41.432 Scheidsrechter: Malang Diedhiou (SEN) |
| 17 juni WK 2018 Groep E № 769 «onderlinge duels» 14:00 (UTC+4) |            | 56' Aleksandar Kolarov |        | Cosmos Arena, Samara Toeschouwers: 41.432 Scheidsrechter: Malang Diedhiou (SEN) |

|                                                                |                        |       |                                      |                                                                                   |
| 22 juni WK 2018 Groep E № 770 «onderlinge duels» 20:00 (UTC+2) | Servië                 | 1 – 2 | Zwitserland                          | Arena Baltika, Kaliningrad Toeschouwers: 33.167 Scheidsrechter: Felix Brych (GER) |
| 22 juni WK 2018 Groep E № 770 «onderlinge duels» 20:00 (UTC+2) | Aleksandar Mitrović 5' |       | 52' Granit Xhaka 90' Xherdan Shaqiri | Arena Baltika, Kaliningrad Toeschouwers: 33.167 Scheidsrechter: Felix Brych (GER) |

|                                                                |        |                               |          |                                                                                     |
| 27 juni WK 2018 Groep E № 771 «onderlinge duels» 21:00 (UTC+3) | Servië | 0 – 2                         | Brazilië | Otkrytieje Arena, Moskou Toeschouwers: 44.190 Scheidsrechter: Alireza Faghani (IRN) |
| 27 juni WK 2018 Groep E № 771 «onderlinge duels» 21:00 (UTC+3) |        | 36' Paulinho 68' Thiago Silva |          | Otkrytieje Arena, Moskou Toeschouwers: 44.190 Scheidsrechter: Alireza Faghani (IRN) |

|  |  |  |  |  |  |  |  |  |

|                                                                                 |          |                        |        |                                                                              |
| 7 september UEFA Nations League Groep C4 № 772 «onderlinge duels» 20:45 (UTC+3) | Litouwen | 0 – 1                  | Servië | LFF-stadion, Vilnius Toeschouwers: 4.378 Scheidsrechter: Robert Madden (SCO) |
| 7 september UEFA Nations League Groep C4 № 772 «onderlinge duels» 20:45 (UTC+3) |          | 38' (pen.) Dušan Tadić |        | LFF-stadion, Vilnius Toeschouwers: 4.378 Scheidsrechter: Robert Madden (SCO) |

|                                                                                  |                                                 |       |                                         |                                                                                            |
| 10 september UEFA Nations League Groep C4 № 773 «onderlinge duels» 20:45 (UTC+2) | Servië                                          | 2 – 2 | Roemenië                                | Rode Sterstadion, Belgrado Toeschouwers: 15.496 Scheidsrechter: Vladislav Bezborodov (RUS) |
| 10 september UEFA Nations League Groep C4 № 773 «onderlinge duels» 20:45 (UTC+2) | Aleksandar Mitrović 26' Aleksandar Mitrović 63' |       | 48' Nicolae Stanciu 68' George Țucudean | Rode Sterstadion, Belgrado Toeschouwers: 15.496 Scheidsrechter: Vladislav Bezborodov (RUS) |

|                                                                                |            |                                                 |        |                                                                                          |
| 11 oktober UEFA Nations League Groep C4 № 774 «onderlinge duels» 20:45 (UTC+2) | Montenegro | 0 – 2                                           | Servië | Pod Goricomstadion, Podgorica Toeschouwers: 10.700 Scheidsrechter: Gianluca Rocchi (ITA) |
| 11 oktober UEFA Nations League Groep C4 № 774 «onderlinge duels» 20:45 (UTC+2) |            | 18' Aleksandar Mitrović 81' Aleksandar Mitrović |        | Pod Goricomstadion, Podgorica Toeschouwers: 10.700 Scheidsrechter: Gianluca Rocchi (ITA) |

|                                                                                |          |       |        |                                                                                  |
| 14 oktober UEFA Nations League Groep C4 № 775 «onderlinge duels» 20:45 (UTC+3) | Roemenië | 0 – 0 | Servië | Arena Națională, Boekarest Toeschouwers: 48.513 Scheidsrechter: Kevin Blom (NED) |
| 14 oktober UEFA Nations League Groep C4 № 775 «onderlinge duels» 20:45 (UTC+3) |          |       |        | Arena Națională, Boekarest Toeschouwers: 48.513 Scheidsrechter: Kevin Blom (NED) |

|                                                                                 |                                         |       |                   |                                                                                                |
| 17 november UEFA Nations League Groep C4 № 776 «onderlinge duels» 15:00 (UTC+1) | Servië                                  | 2 – 1 | Montenegro        | Rode Sterstadion, Belgrado Toeschouwers: 15.416 Scheidsrechter: Alberto Undiano Mallenco (ESP) |
| 17 november UEFA Nations League Groep C4 № 776 «onderlinge duels» 15:00 (UTC+1) | Adem Ljajić 30' Aleksandar Mitrović 32' |       | 70' Stefan Mugoša | Rode Sterstadion, Belgrado Toeschouwers: 15.416 Scheidsrechter: Alberto Undiano Mallenco (ESP) |

|                                                                                 |                                                                                          |       |                           |                                                                                   |
| 20 november UEFA Nations League Groep C4 № 777 «onderlinge duels» 20:45 (UTC+1) | Servië                                                                                   | 4 – 1 | Litouwen                  | Partizanstadion, Belgrado Toeschouwers: 2.088 Scheidsrechter: Kristo Tohver (EST) |
| 20 november UEFA Nations League Groep C4 № 777 «onderlinge duels» 20:45 (UTC+1) | Artūras Žulpa 51' (e.d.) Aleksandar Mitrović 58' Aleksandar Prijović 71' Adem Ljajić 74' |       | 64' Deimantas Petravičius | Partizanstadion, Belgrado Toeschouwers: 2.088 Scheidsrechter: Kristo Tohver (EST) |

### 2019
|                                                                   |                   |       |                |                                                                                      |
| 20 maart Vriendschappelijk № 778 «onderlinge duels» 20:45 (UTC+1) | Duitsland         | 1 – 1 | Servië         | Volkswagen-Arena, Wolfsburg Toeschouwers: 26.101 Scheidsrechter: Robert Madden (SCO) |
| 20 maart Vriendschappelijk № 778 «onderlinge duels» 20:45 (UTC+1) | Leon Goretzka 69' |       | 12' Luka Jović | Volkswagen-Arena, Wolfsburg Toeschouwers: 26.101 Scheidsrechter: Robert Madden (SCO) |

|                                                                       |                    |       |                |                                                                                      |
| 25 maart EK-kwalificatie Groep B № 779 «onderlinge duels» 20:45 (UTC) | Portugal           | 1 – 1 | Servië         | Estádio da Luz, Lissabon Toeschouwers: 50.432 Scheidsrechter: Szymon Marciniak (POL) |
| 25 maart EK-kwalificatie Groep B № 779 «onderlinge duels» 20:45 (UTC) | Danilo Pereira 43' |       | 8' Dušan Tadić | Estádio da Luz, Lissabon Toeschouwers: 50.432 Scheidsrechter: Szymon Marciniak (POL) |

|                                                                       | |       |        |                                                                                 |
| 7 juni EK-kwalificatie Groep B № 780 «onderlinge duels» 20:45 (UTC+3) | Oekraïne | 5 – 0 | Servië | Arena Lviv, Lviv Toeschouwers: 34.400 Scheidsrechter: Antonio Mateu Lahoz (ESP) |
| 7 juni EK-kwalificatie Groep B № 780 «onderlinge duels» 20:45 (UTC+3) | Viktor Tsyhankov 26' Viktor Tsyhankov 27' Jevhen Konopljanka 46' Roman Jaremtsjoek 58' Jevhen Konopljanka 75' |       |        | Arena Lviv, Lviv Toeschouwers: 34.400 Scheidsrechter: Antonio Mateu Lahoz (ESP) |

|                                                                        |                                                                                  |       |                              |                                                                                   |
| 10 juni EK-kwalificatie Groep B № 781 «onderlinge duels» 20:45 (UTC+2) | Servië                                                                           | 4 – 1 | Litouwen                     | Rode Sterstadion, Belgrado Toeschouwers: 0 Scheidsrechter: Adrien Jaccottet (SUI) |
| 10 juni EK-kwalificatie Groep B № 781 «onderlinge duels» 20:45 (UTC+2) | Aleksandar Mitrović 20' Aleksandar Mitrović 34' Luka Jović 35' Adem Ljajić 90+2' |       | 71' (pen.) Arvydas Novikovas | Rode Sterstadion, Belgrado Toeschouwers: 0 Scheidsrechter: Adrien Jaccottet (SUI) |

|                                                                            |                                               |       |                                                                                  |                                                                                    |
| 7 september EK-kwalificatie Groep B № 782 «onderlinge duels» 20:45 (UTC+2) | Servië                                        | 2 – 4 | Portugal                                                                         | Rode Sterstadion, Belgrado Toeschouwers: 39.839 Scheidsrechter: Cüneyt Çakır (TUR) |
| 7 september EK-kwalificatie Groep B № 782 «onderlinge duels» 20:45 (UTC+2) | Nikola Milenković 68' Aleksandar Mitrović 85' |       | 42' William Carvalho 58' Gonçalo Guedes 80' Cristiano Ronaldo 86' Bernardo Silva | Rode Sterstadion, Belgrado Toeschouwers: 39.839 Scheidsrechter: Cüneyt Çakır (TUR) |

|                                                                             |                  |       |                                                                      |                                                                                        |
| 10 september EK-kwalificatie Groep B № 783 «onderlinge duels» 20:45 (UTC+2) | Luxemburg        | 1 – 3 | Servië                                                               | Stade Josy Barthel, Luxemburg Toeschouwers: 6.373 Scheidsrechter: Orel Grinfeeld (ISR) |
| 10 september EK-kwalificatie Groep B № 783 «onderlinge duels» 20:45 (UTC+2) | David Turpel 66' |       | 36' Aleksandar Mitrović 55' Nemanja Radonjić 78' Aleksandar Mitrović | Stade Josy Barthel, Luxemburg Toeschouwers: 6.373 Scheidsrechter: Orel Grinfeeld (ISR) |

|                                                                     |                         |       |          |                                                                                    |
| 10 oktober Vriendschappelijk № 784 «onderlinge duels» 20:45 (UTC+2) | Servië                  | 1 – 0 | Paraguay | Mladoststadion, Kruševac Toeschouwers: 3.859 Scheidsrechter: Nejc Kajtazović (SLO) |
| 10 oktober Vriendschappelijk № 784 «onderlinge duels» 20:45 (UTC+2) | Aleksandar Mitrović 90' |       |          | Mladoststadion, Kruševac Toeschouwers: 3.859 Scheidsrechter: Nejc Kajtazović (SLO) |

|                                                                           |                        |       |                                                 |                                                                                 |
| 14 oktober EK-kwalificatie Groep B № 785 «onderlinge duels» 20:45 (UTC+3) | Litouwen               | 1 – 2 | Servië                                          | LFF-stadion, Vilnius Toeschouwers: 2.787 Scheidsrechter: Paweł Raczkowski (POL) |
| 14 oktober EK-kwalificatie Groep B № 785 «onderlinge duels» 20:45 (UTC+3) | Donatas Kazlauskas 79' |       | 49' Aleksandar Mitrović 53' Aleksandar Mitrović | LFF-stadion, Vilnius Toeschouwers: 2.787 Scheidsrechter: Paweł Raczkowski (POL) |

|                                                                            |                                                                      |       |                                       |                                                                                     |
| 14 november EK-kwalificatie Groep B № 786 «onderlinge duels» 20:45 (UTC+1) | Servië                                                               | 3 – 2 | Luxemburg                             | Rode Sterstadion, Belgrado Toeschouwers: 500 Scheidsrechter: Serdar Gözübüyük (NED) |
| 14 november EK-kwalificatie Groep B № 786 «onderlinge duels» 20:45 (UTC+1) | Aleksandar Mitrović 11' Aleksandar Mitrović 43' Nemanja Radonjić 70' |       | 54' Gerson Rodrigues 75' David Turpel | Rode Sterstadion, Belgrado Toeschouwers: 500 Scheidsrechter: Serdar Gözübüyük (NED) |

|                                                                            |                                               |       |                                            |                                                                                    |
| 17 november EK-kwalificatie Groep B № 787 «onderlinge duels» 15:00 (UTC+1) | Servië                                        | 2 – 2 | Oekraïne                                   | Rode Sterstadion, Belgrado Toeschouwers: 4.457 Scheidsrechter: Robert Madden (SCO) |
| 17 november EK-kwalificatie Groep B № 787 «onderlinge duels» 15:00 (UTC+1) | Dušan Tadić 9' (pen.) Aleksandar Mitrović 56' |       | 32' Roman Jaremtsjoek 90+3' Artem Besjedin | Rode Sterstadion, Belgrado Toeschouwers: 4.457 Scheidsrechter: Robert Madden (SCO) |

FSS · A-internationals · Bondscoaches · Statistieken · Servisch vrouwenelftal · Olympisch elftal · Servië U21 · Servië U20 · Servië U19 · Servië U17 · Servië en Montenegro U19 · Servië en Montenegro U17
2003 – 2006** · 
2006 – 2009 · 
2010 – 2019 ·
2020 − 2029
EK 2008 · 
EK 2012 · 
EK 2016 ·
EK 2020
WK 2006** · 
WK 2010 · 
WK 2014 · 
WK 2018 ·
WK 2022
OS 2004** · 
OS 2008 · 
OS 2012 ·
OS 2016 ·
OS 2020
2006 · 
2007 · 
2008 · 
2009 · 
2010 · 
2011 · 
2012 · 
2013 · 
2014 · 
2015 · 
2016 ·
2017 ·
2018 ·
2019 ·
2020 ·
2021 ·
2022
Albanië ·
Algerije ·
Armenië ·
Australië ·
Azerbeidzjan ·
Bahrein ·
België ·
Bolivia ·
Brazilië ·
Bulgarije ·
Chili ·
China ·
Colombia ·
Costa Rica ·
Cyprus ·
Denemarken ·
Dominicaanse Republiek ·
Duitsland ·
Engeland ·
Estland ·
Faeröer ·
Finland ·
Frankrijk ·
Georgië ·
Ghana ·
Griekenland ·
Honduras ·
Hongarije ·
Ierland ·
Israël ·
Italië ·
Jamaica ·
Japan ·
Jordanië ·
Kameroen ·
Kazachstan ·
Kroatië · 
Litouwen ·
Luxemburg ·
Marokko ·
Mexico ·
Moldavië ·
Montenegro ·
Nieuw-Zeeland ·
Nigeria ·
Noord-Ierland ·
Noord-Macedonië ·
Noorwegen ·
Oekraïne ·
Oostenrijk ·
Panama ·
Paraguay ·
Polen ·
Portugal ·
Qatar ·
Roemenië ·
Rusland ·
Schotland ·
Slovenië ·
Spanje ·
Tsjechië ·
Turkije ·
Verenigde Staten ·
Wales ·
Zuid-Afrika ·
Zuid-Korea ·
Zweden ·
Zwitserland
Brazilië (2018) · 
Costa Rica (2018) · 
Duitsland (2010) · 
Ghana (2010) · 
Kameroen (2022) · 
Zwitserland (2018)
** = Onder de naam Servië en Montenegro
AFC-zone: Afghanistan · Australië · Bahrein · Bangladesh · Bhutan · Brunei · Cambodja · China · Chinees Taipei · Filipijnen · Guam · Hongkong · India · Indonesië · Iran · Irak · Japan · Jemen · Jordanië · Koeweit · Kirgizië · Laos · Libanon · Macau · Maleisië · Maldiven · Mongolië · Myanmar · Nepal · Noord-Korea · Oezbekistan · Oman · Oost-Timor · Pakistan · Palestina · Qatar · Saoedi-Arabië · Singapore · Sri Lanka · Syrië · Tadjikistan · Thailand · Turkmenistan · Verenigde Arabische Emiraten · Vietnam · Zuid-Korea

CAF-zone: Algerije · Angola · Benin · Botswana · Burkina Faso · Burundi · Centraal-Afrikaanse Republiek · Comoren · Congo-Brazzaville · Congo-Kinshasa · Djibouti · Egypte · Equatoriaal-Guinea · Eritrea · Ethiopië · Gabon · Gambia · Ghana · Guinee · Guinee-Bissau · Ivoorkust · Kaapverdië · Kameroen · Kenia · Lesotho · Liberia · Libië · Madagaskar · Malawi · Mali · Mauritanië · Mauritius · Marokko · Mozambique · Namibië · Niger · Nigeria · Oeganda · Rwanda · Sao Tomé en Principe · Senegal · Seychellen · Sierra Leone · Soedan · Somalië · Swaziland · Tanzania · Togo · Tsjaad · Tunesië · Zambia · Zimbabwe · Zuid-Afrika · Zuid-Soedan 

CONCACAF-zone: Amerikaanse Maagdeneilanden · Anguilla · Antigua en Barbuda · Aruba · Bahama's · Barbados · Belize · Bermuda · Britse Maagdeneilanden · Canada · Kaaimaneilanden · Costa Rica · Cuba · Curaçao · Dominica · Dominicaanse Republiek · El Salvador · Frans Guyana · Grenada · Guadeloupe · Guatemala · Guyana · Haïti · Honduras · Jamaica · Martinique · Mexico · Montserrat · 
Nicaragua · Panama · Puerto Rico · Saint Kitts en Nevis · Saint Lucia · Saint Vincent en de Grenadines · Sint Maarten · Suriname · Trinidad en Tobago · Turks- en Caicoseilanden · Verenigde Staten

CONMEBOL-zone: Argentinië · Bolivia · Brazilië · Chili · Colombia · Ecuador · Paraguay · Peru · Uruguay · Venezuela

OFC-zone: Amerikaans-Samoa · Cookeilanden · Fiji · Nieuw-Caledonië · Nieuw-Zeeland · Papoea-Nieuw-Guinea · Samoa · Salomoneilanden · Tahiti · Tonga · Vanuatu

UEFA-zone: Albanië · Andorra · Armenië · Azerbeidzjan · België · Bosnië en Herzegovina · Bulgarije · Cyprus · Denemarken · Duitsland · Engeland · Estland · Faeröer · Finland · Frankrijk · Georgië · Gibraltar · Griekenland · Hongarije · IJsland · Ierland · Israël · Italië · Kazachstan · Kosovo · Kroatië · Letland · Liechtenstein · Litouwen · Luxemburg · Macedonië · Malta · Moldavië · Montenegro · Nederland · Noord-Ierland · Noorwegen · Oekraïne · Oostenrijk · Polen · Portugal · Roemenië · Rusland · San Marino · Schotland · Servië · Slovenië · Slowakije · Spanje · Tsjechië · Turkije · Wales · Wit-Rusland · Zweden · Zwitserland